# Dubok (jezioro)
Jezioro Dubok (biał. возера Дубок, woziera Dubok) – jezioro na Białorusi, w obwodzie witebskim, w rejonie postawskim, w dorzeczu rzeki Miadziołki, 3 km na północ od Postaw, koło wsi Jeziorki.

## Opis
Powierzchnia wynosi 0,05 km², długość 0,34 km, szerokość to 0,2 km. Największa głębokość to 6,5 m, średnia to 3,2 m. Długość linii brzegowej wynosi 0,87 km. Objętość wody w jeziorze wynosi 0,16 mln m³.
Jezioro znajduje się w leśnym masywie Postawska Dacza. Zbocza mają wysokość do 3 m.
W jeziorze występują szczupaki, karasie, liny, płocie, wzdręgi, okonie. Jest to miejsce rekreacji publicznej.